# Mount Kershaw
Mount Kershaw är ett berg i Antarktis. Det ligger i Västantarktis. Argentina, Chile och Storbritannien gör anspråk på området. Toppen på Mount Kershaw är 1 180 meter över havet.
Terrängen runt Mount Kershaw är kuperad söderut, men norrut är den bergig. Havet är nära Kershaw åt sydost. Trakten är obefolkad. Det finns inga samhällen i närheten.